# Palpostilpnus striator
Palpostilpnus striator är en stekelart som först beskrevs av Aubert 1961.  Palpostilpnus striator ingår i släktet Palpostilpnus och familjen brokparasitsteklar. Inga underarter finns listade i Catalogue of Life.